# España en los Juegos Olímpicos de Los Ángeles 1984
España estuvo representada en los Juegos Olímpicos de Los Ángeles 1984 por una delegación de 180 deportistas (164 hombres y 16 mujeres) que participaron en 19 deportes. El portador de la bandera en la ceremonia de apertura fue el regatista Alejandro Abascal García.
Responsable del equipo olímpico fue el Comité Olímpico Español (COE), así como las federaciones deportivas nacionales de cada deporte con participación.

## Medallas
El equipo olímpico español consiguió durante los Juegos las siguientes medallas:
| Nombre                                        | Deporte    | Competición                 | Fecha        |
| --------------------------------------------- | ---------- | --------------------------- | ------------ |
| Oro                                           |            |                             |              |
| Roberto Molina Carrasco Luis Doreste Blanco   | Vela       | 470 M                       | 31 de julio  |
| Plata                                         |            |                             |              |
| Equipo                                        | Baloncesto | Torneo masculino            | 10 de agosto |
| Fernando Climent Huerta Luis María Lasúrtegui | Remo       | Doble scull ligero (LM2x) M | 5 de agosto  |
| Bronce                                        |            |                             |              |
| José Manuel Abascal Gómez                     | Atletismo  | 1500 m M                    | 11 de agosto |
| Enrique Míguez Gómez Narciso Suárez Amador    | Piragüismo | C2 500 m M                  | 10 de agosto |

### Por deporte
| Evento     | Oro | Plata | Bronce | Total |
| ---------- | --- | ----- | ------ | ----- |
| Atletismo  | 0   | 0     | 1      | 1     |
| Baloncesto | 0   | 1     | 0      | 1     |
| Piragüismo | 0   | 0     | 1      | 1     |
| Remo       | 0   | 1     | 0      | 1     |
| Vela       | 1   | 0     | 0      | 1     |
| TOTAL      | 1   | 2     | 2      | 5     |

## Diplomas olímpicos
En total se consiguieron 24 diplomas olímpicos en diversos deportes, de estos 2 correspondieron a diploma de cuarto puesto, 1 de quinto, 8 de sexto, 9 de séptimo y 4 de octavo.
| Nombre | Deporte             | Competición           | Fecha        |
| --- | ------------------- | --------------------- | ------------ |
| 4.° |                     |                       |              |
| Joaquín Blanco Roca | Vela                | Finn                  | 8 de agosto  |
| Equipo | Waterpolo           | Torneo masculino      | 10 de agosto |
| 5.° |                     |                       |              |
| José Antonio Hernando | Boxeo               | Ligero (60 kg)        | 7 de agosto  |
| 6.° |                     |                       |              |
| Josep Marín | Atletismo           | 20 km marcha          | 3 de agosto  |
| Domingo Ramón Menargues | Atletismo           | 3000 m con obstáculos | 10 de agosto |
| Marta Cantón Gutiérrez | Gimnasia rítmica    | Concurso individual   | 11 de agosto |
| Dionisio Muñoz Berrio | Halterofilia        | –56 kg                | 30 de julio  |
| Luis Álvarez de Cervera (Jexico de Park) | Hípica              | Saltos individual     | 12 de agosto |
| Iván González Santos Luis Gregorio Ramos Juan José Román Juan Manuel Sánchez de Castro                                                                | Piragüismo          | K4 1000 m             | 11 de agosto |
| Enrique Míguez Gómez Narciso Suárez Amador | Piragüismo          | C2 1000 m             | 11 de agosto |
| Luis Miguel Oliver Cañadas Jesús González Guisande Manuel Vera Vázquez Julio Oliver Cañadas                                                           | Remo                | Cuatro scull          | 5 de agosto  |
| 7.° |                     |                       |              |
| Carlos Sala Molera | Atletismo           | 110 m con vallas      | 6 de agosto  |
| Andrés Vera Llorens | Atletismo           | 1500 m                | 11 de agosto |
| Jordi Llopart | Atletismo           | 50 km marcha          | 11 de agosto |
| Alberto Honrubia Alvariño (Kaoua) Luis Álvarez de Cervera (Jexico de Park) Luis Astolfi Pérez de Guzmán (Feinschnitt “Z”) Rutherford Latham (Idaho E) | Hípica              | Saltos por equipos    | 7 de agosto  |
| Carlos Sotillo Martínez | Judo                | –60 kg                | 4 de agosto  |
| Ricardo Aldabe Moreno | Natación            | 200 m espalda         | 31 de julio  |
| Guillermo del Riego | Piragüismo          | K1 500 m              | 10 de agosto |
| Herminio Menéndez Guillermo del Riego | Piragüismo          | K2 1000 m             | 11 de agosto |
| José Luis Doreste Antonio Gorostegui | Vela                | Star                  | 8 de agosto  |
| 8.° |                     |                       |              |
| Equipo | Balonmano           | Torneo masculino      | 10 de agosto |
| Equipo | Hockey sobre hierba | Torneo masculino      | 10 de agosto |
| Jorge Quesada Eduardo Burguete Federico Galera | Pentatlón moderno   | Masculino por equipos | 1 de agosto  |
| Jorge Quesada | Pentatlón moderno   | Masculino individual  | 1 de agosto  |

## Participantes por deporte
De los 21 deportes (26 disciplinas) reconocidos por el COI en los Juegos Olímpicos de verano, se contó con representación española en 19 deportes (23 disciplinas). 
| N.º | Deporte                        | H   | M  | T   |
| 1   | Atletismo                      | 25  | 2  | 27  |
| 2   | Baloncesto                     | 12  | 0  | 12  |
| 3   | Balonmano                      | 15  | 0  | 15  |
| 4   | Boxeo                          | 4   | –  | 4   |
| 5   | Ciclismo en ruta               | 4   | 0  | 4   |
| 5   | Ciclismo en pista              | 0   | –  | 0   |
| 6   | Esgrima                        | 2   | 0  | 2   |
| 7   | Fútbol                         | 0   | –  | 0   |
| 8   | Gimnasia artística             | 3   | 6  | 9   |
| 8   | Gimnasia rítmica               | –   | 2  | 2   |
| 9   | Halterofilia                   | 4   | –  | 4   |
| 10  | Hípica                         | 4   | 0  | 4   |
| 11  | Hockey                         | 16  | 0  | 16  |
| 12  | Judo                           | 6   | –  | 6   |
| 13  | Lucha                          | 3   | –  | 3   |
| 14  | Natación                       | 8   | 0  | 8   |
| 14  | Natación sincronizada          | –   | 3  | 3   |
| 14  | Saltos                         | 2   | 0  | 2   |
| 14  | Waterpolo                      | 13  | –  | 13  |
| 15  | Pentatlón moderno              | 3   | –  | 3   |
| 16  | Piragüismo en aguas tranquilas | 10  | 0  | 10  |
| 17  | Remo                           | 10  | 0  | 10  |
| 18  | Tiro                           | 10  | 1  | 11  |
| 19  | Tiro con arco                  | 2   | 2  | 4   |
| 20  | Vela                           | 8   | 0  | 8   |
| 21  | Voleibol                       | 0   | 0  | 0   |
|     | TOTAL                          | 164 | 16 | 180 |